# Rio di San Daniele

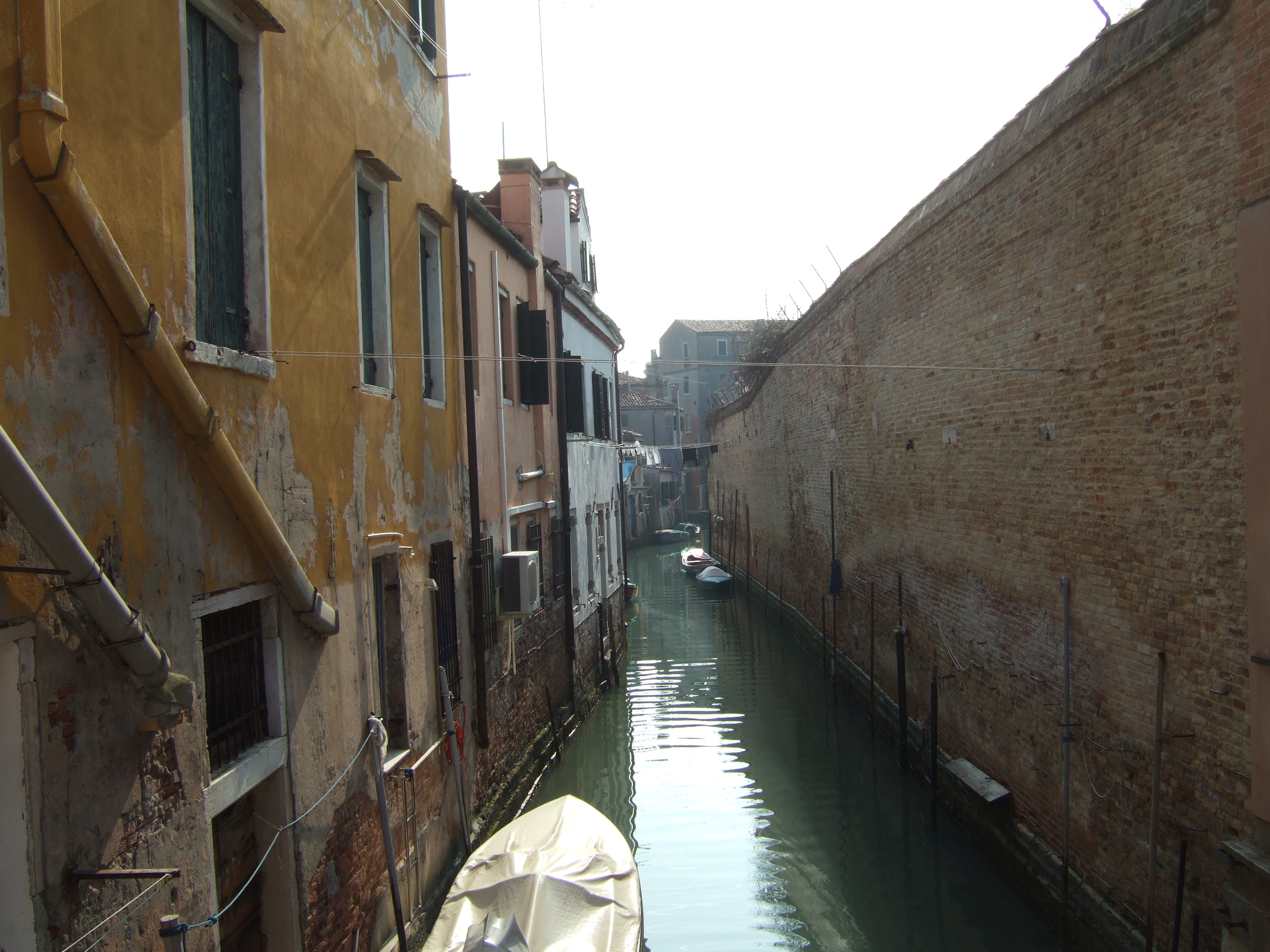
Vue du rio vers le sud du Ponte San Daniele

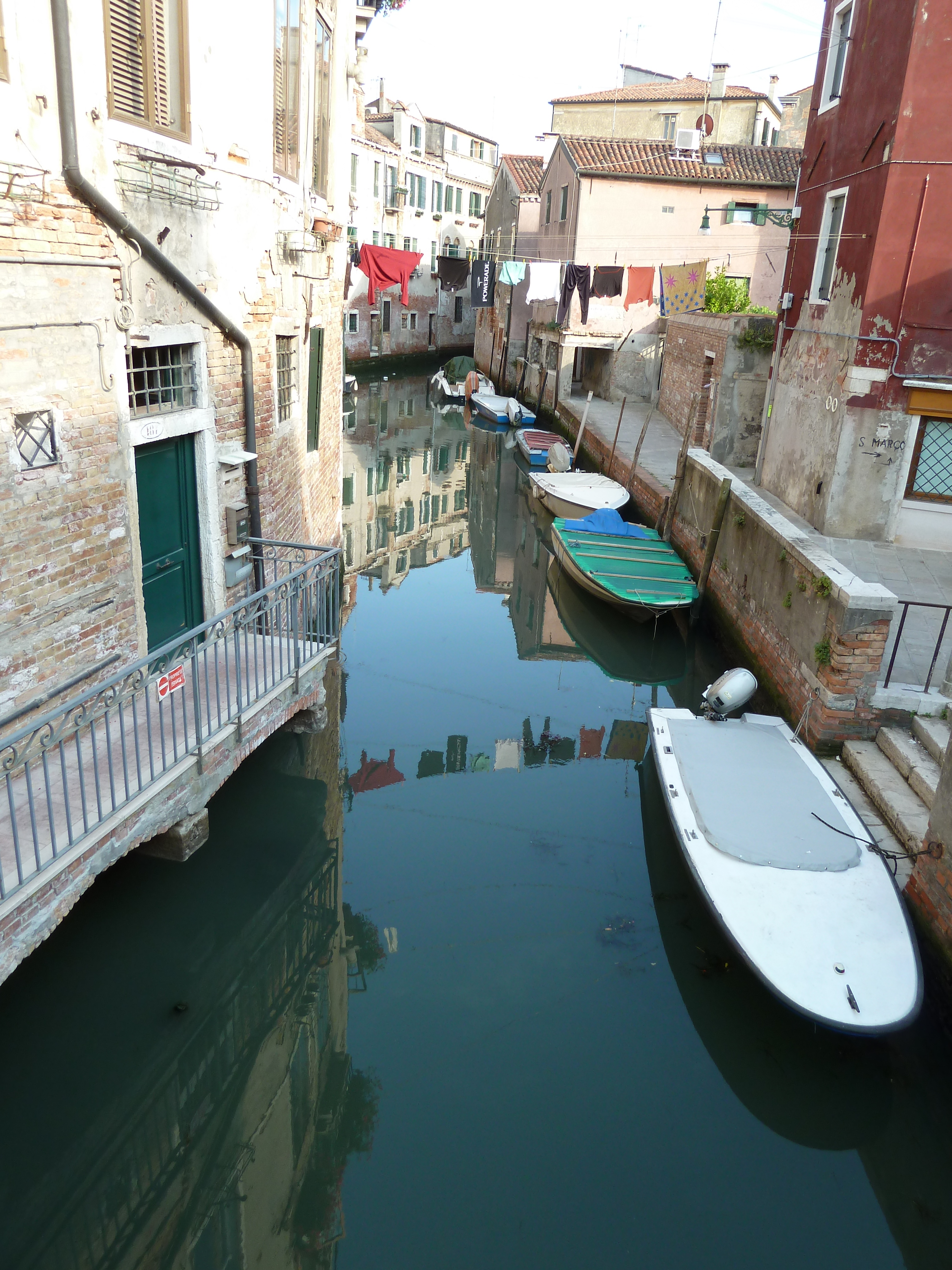
Partie sud du rio

Le rio di San Daniele (en vénitien rio de San Daniel; canal Saint-Daniel) est un canal de Venise dans le sestiere de Castello. Il est parfois appelé Riello.

## Description
Le rio di San Daniele a une longueur de 297 mètres. Il relie le rio de Sant'Ana vers le nord par une longue courbe avec le rio de le Vergini.

## Origine
Le nom provient de l'église San Daniel, qui se trouva à cet endroit.

## Situation
Ce rio longe :
- le fondamenta del Rielo ;
- le campo San Daniele dans sa partie nord.

## Ponts
Ce rio est traversé par deux ponts (du sud au nord) :

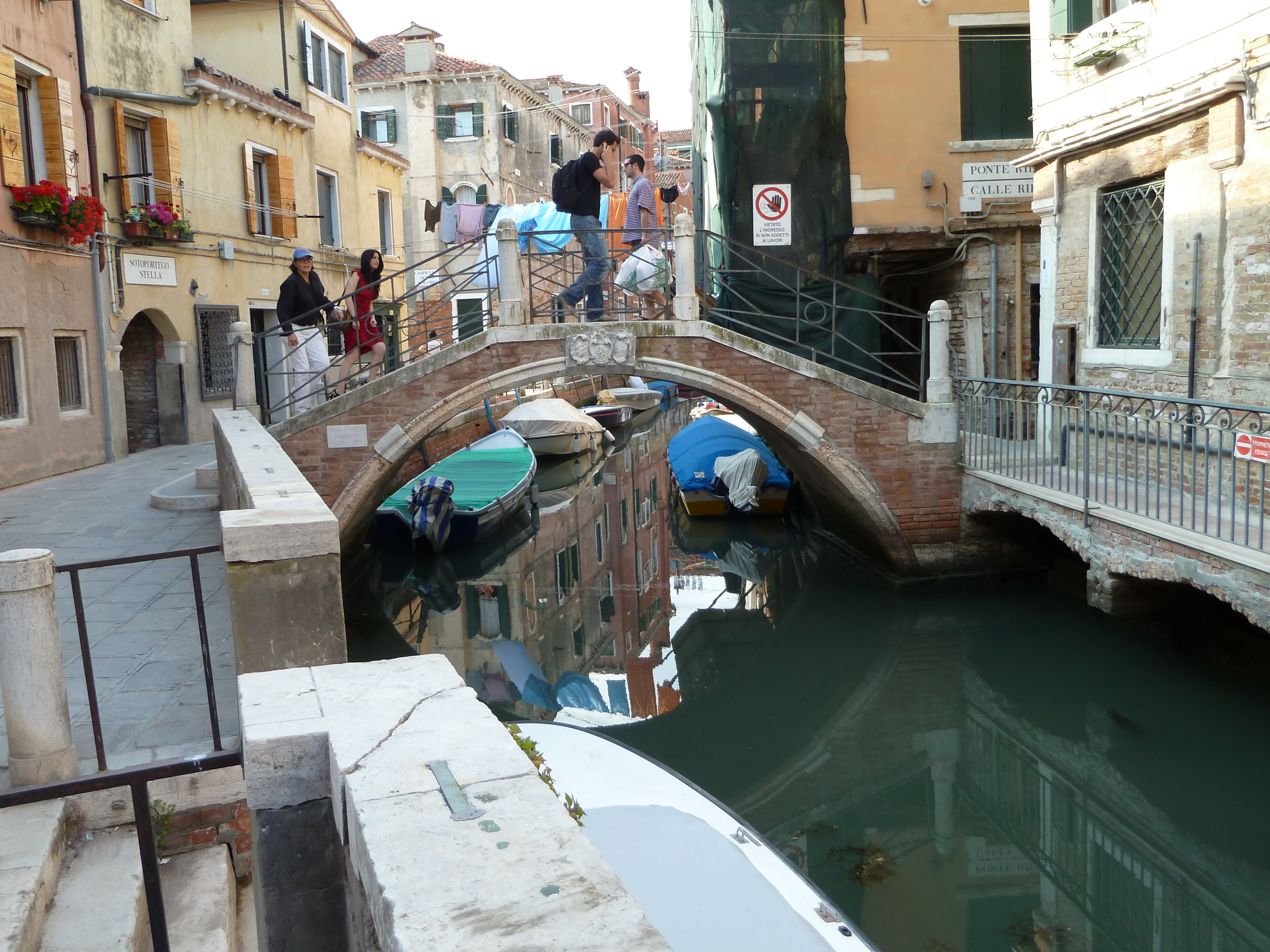
Ponte Riello reliant calle et fondamenta éponymes
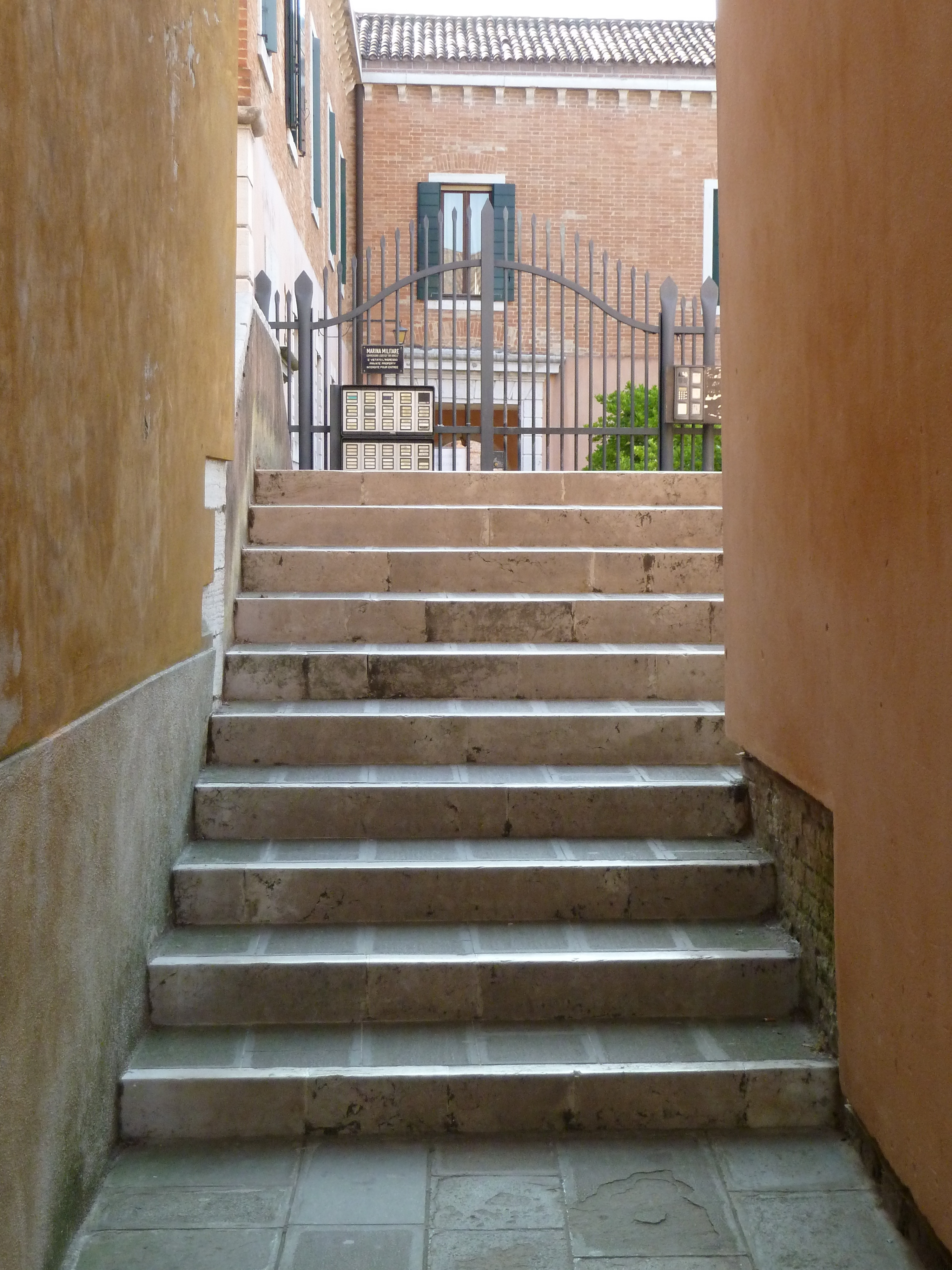
Ponte San Daniele reliant la ramo éponyme et la marine militaire